# 11195 Woomera
11195 Woomera (1999 AY22) là một tiểu hành tinh vành đai chính được phát hiện ngày 15 tháng 1 năm 1999 bởi F. B. Zoltowski ở Woomera, South Australia.